# Common Market for Eastern and Southern Africa

Comesas medlemsländer 2008.

Common Market for Eastern and Southern Africa (Comesa) är en mellanstatlig frihandelsorganisation med 19 afrikanska stater som medlemmar. Comesa är ett av de handelsblock som utgör African Economic Community (AEC), i sin tur ett organ inom Afrikanska unionen.
Comesa bildades 1994, ur ett tidigare handelsblock bildat 1981. De nuvarande medlemsländerna är: Burundi, Komorerna, Kongo-Kinshasa, Djibouti, Egypten, Eritrea, Etiopien, Kenya, Libya, Madagaskar, Malawi, Mauritius, Rwanda, Seychellerna, Sudan, Swaziland, Uganda, Zambia och Zimbabwe. Tidigare medlemmar som lämnat handelsblocket är Angola, Lesotho, Moçambique, Tanzania och Namibia.